# Orhei
Orhei (vagy magyarosan:  Várhely, esetleg Őrhely, ukránul és oroszul: Oргеев, Moldáv nyelven: Oрхей, jiddisül: Uriv, אוריװ) város Moldovában. 

## Fekvése
A Dnyeszterbe ömlő Reut folyó bal partján, Moldova fővárosától Kisinyovtól 46 km-re fekvő város.

## Története
A moldvai keleti végvárakban Dnyeszterfehérvár, Várhely, Csöbörcsök és más moldvai várakban, véghelyeken a moldvai vajdák környezetében a különböző történelmi korszakokban jelentős magyar katonai népesség élt. Várhely a Hunyadi János által kiépített végvárrendszer része volt. Régi magyar neve Őrhely vagy Várhely.
Az akadémiai történetírásunk szerint a moldvai magyarok első csoportjai többségükben Erdély északi részéről az Árpád-korban vándoroltak ki, és számuk a XIII. századtól, amikor a Moldvai Fejedelemség a Magyar Királyság hűbérese volt, gyarapodott. E vélemény szerint azért nevezik a keleti magyarságot csángónak, mert »elcsángáltak«, vagyis kirajzottak a Kárpátokon belülről, s ezzel folyamatosan, a XVIII. századig sokasították Moldva magyar népességét. E véleménnyel szemben más történetírók, a moldvai magyarság középkorban folyamatos magas számának ismeretében és a magyar eredetű földrajzi nevek alapján állítják, hogy jóval Árpád népének hazaköltözése előtt jelentős magyar lakossága volt a keleti területeknek. Sok magyar történész egybehangzó véleménye, hogy a Prut és a Szeret folyók között fekvő egykori Kumánia, a későbbi Moldva, javarészt magyar lakosságú volt. E szerint a csángók sem „elcsángáltak”, hanem eredetileg is itt éltek, magyarul beszéltek és a későbbi, Kárpátokon belülről jövő, székely kiáramlással erősödtek. A kettős honfoglalás elmélete szerint a VI. században már biztosan éltek itt magyarok. Később, az Árpád-korban, a magyar közösségeket erősítette az ide telepített magyar gyepűőrök serege, ők újabb önálló településeket hoztak létre. Ez az egyik magyarázata a »csángó«   őr, és a »csángál«   őrjárat  szavak jelentésének.